# Большие Пешные острова
Большие Пешные острова — шесть островов в северной части Каспийского моря, против устья р. Урала. Административно находятся в Атырауской области Казахстана.
Наиболее значительные острова — Песчаный и Камынин.
В энциклопедическом словаре Брокгауза и Ефрона они называются Печные острова или Пешные острова, где в частности сказано: «Замечательны тем, что могут служить доказательством колебания уровня моря. Паллас, посетивший эти места в 1769 г., нашел П. о-ва под водой, но слышал от местных жителей, что до 1730 г. они выступали над поверхностью моря и только в этом году покрылись водой. С 1809 г. П. о-ва снова выступили наружу, из них последние четыре — лет 30 тому назад; образованию последних способствовали, главным образом, наносы рек и прибой грунта дна с моря.»

## Население
По состоянию на 2025 год на данных островах нет постоянного населения.